# Meresankh III
Meresankh III (fl. XXVI secolo a.C.) è stata una regina egizia della IV dinastia, figlia del principe Kauab e della regina Hetepheres II, moglie di Chefren e madre del principe Nebmakhet.
|             |     |     |
| \| \| \| \| |     |     |
|             |     |     |
| U6          | S29 | S34 |

| U6 | S29 | S34 |

|             |     |     |
| \| \| \| \| |     |     |
|             |     |     |
| U6          | S29 | S34 |

| U6 | S29 | S34 |

Mer-es-ankh ("Ella ama l'ankh [la vita]")
I suoi genitori erano fratello e sorella, fatto comunissimo nella storia reale dell'antico Egitto. Fu presa in sposa dal faraone Chefren, ed ebbe i titoli di Figlia del Re, Sposa del Re, Grande dello scettro.
Quando morì, poco dopo la conclusione del regno di Chefren, la regina Meresankh fu inumata in una elaborata tomba a mastaba (G7530-5440), a Giza, con una cappella funeraria scavata nella roccia. Caso unico in Egitto, la decorazione comprende un complesso di ben dieci statue femminili: tre d'età adolescenziale dalla statura crescente, poi sette adulte, di cui l'ultima donna con una parrucca più elaborata; alcuni ipotizzano si tratti di donne della famiglia reale, o di una comunità di sacerdotesse, o della medesima regina in vari stadi di una iniziazione religiosa. Le iscrizioni sepolcrali forniscono le date della morte e dei funerali, che si svolsero 272 giorni dopo la sua morte. Apparentemente morì durante il primo anno di regno di un monarca che non viene nominato, probabilmente Micerino. La tomba fu originariamente progettata per la madre, la regina Hetepheres II, che tuttavia la mise a disposizione come dimora eterna della figlia che le premorì. Ciò ha portato a credere che il decesso di Meresankh potrebbe essere stato repentino e inaspettato. Inoltre Hetepheres provvide alla figlia un sarcofago in granito nero, le cui pareti imitano esternamente la facciata di un palazzo; anche il più antico set di vasi canopi a noi noto fu rinvenuto nella mastaba di Meresakh.
Tale notevole tomba fu scoperta da George Reisner il 23 aprile 1927, durante la campagna di scavi a Giza portata avanti dall'Università di Harvard e dal Museum of Fine Arts di Boston. Il sarcofago e lo scheletro si trovano attualmente al Museo del Cairo; le ossa rivelano che la regina Meresankh era alta 1 metro e 55 e che morì tra i 50 e 55 anni.